# Sara Bachmann (Moderatorin)
Sara Bachmann (* 23. Juni 1979 in Luzern) ist eine Schweizer Fernsehmoderatorin.

## Leben
Sara Bachmann schloss 1999 ihre kaufmännische Lehre mit Berufsmatura bei der Luzerner Kantonalbank ab. Im Jahr 2001 begann sie ein Volontariat als Videojournalistin bei den Privatsendern Tele M1 und Tele Tell. Drei Jahre später wurde Bachmann News-Moderatorin für die Sendung „Aktuell“ auf Tele M1 und Tele Tell.

## «Sara machts»
Bekannt wurde Bachmann mit ihrer selbstkonzipierten Unterhaltungssendung Sara machts, die im August 2006 zum ersten Mal auf Tele M1 gesendet wurde und in der Folge auf diversen Deutschschweizer Regionalfernsehsendern lief. 2008 wurde die Sendung für den Schweizer Fernsehpreis nominiert. Die letzte Folge (449. Folge) ging auf den Tag genau nach zehn Jahren, im August 2016, über die Sender.